# Kostaryka na Letnich Igrzyskach Olimpijskich 2000
Kostarykę na Letnich Igrzyskach Olimpijskich 2000 reprezentowało 7 zawodników, 5 mężczyzn i 2 kobiety.

## Zdobyte medale
| Medal | Zawodnik     | Dyscyplina | Konkurencja           |
| ----- | ------------ | ---------- | --------------------- |
| Brąz  | Claudia Poll | Pływanie   | 200 m stylem dowolnym |
| Brąz  | Claudia Poll | Pływanie   | 400 m stylem dowolnym |